# Кузьминское (Междуреченский район)
Кузьминское — деревня в Междуреченском районе Вологодской области.
Входит в состав Ботановского сельского поселения, с точки зрения административно-территориального деления — в Ботановский сельсовет.
Расстояние по автодороге до районного центра Шуйского — 35 км, до центра муниципального образования Игумницева — 3 км. Ближайшие населённые пункты — Лаврентьево, Шихово, Стромилово.
По переписи 2002 года население — 1 человек.